# Kathleen Chesney
Kathleen Chesney (26 avril 1899 - 12 avril 1976) est une spécialiste britannique de la littérature française médiévale. Elle est directrice adjointe du St Hilda's College d'Oxford de 1941 à 1951 et directrice du Westfield College de 1951 jusqu'à sa retraite en 1962. Le Westfield College est un collège entièrement féminin de l'Université de Londres et, sous sa direction, il se développe avec la réintroduction de l'enseignement des sciences au collège. Après avoir été élue membre du St Hilda's College en 1924, elle garde des liens avec l'Université d'Oxford en tant que membre honoraire de 1951 jusqu'à sa mort.

## Jeunesse et éducation
Chesney est née le 26 avril 1899 dans le Cheshire, en Angleterre, d'un père irlandais qui est administrateur de l'Église d'Angleterre et d'une mère anglaise,. Elle grandit et reste une anglicane engagée,. Elle fait ses études à la St Hilda's School de Folkestone et au Manor House de Brondesbury. Elle étudie les langues modernes, se spécialisant en français, à Lady Margaret Hall, Oxford, et obtient un baccalauréat ès arts (BA) en 1921 : selon la tradition, son BA est promu à une maîtrise ès arts (MA Oxon) diplôme en 1926.

## Carrière académique
Chesney devient tutrice en langues modernes au St Hilda's College d'Oxford en 1923 et est élue membre du collège en 1924. Elle est également nommée chargée de cours universitaire en français en 1937. Elle est directrice adjointe du St Hilda's College de 1941 à 1951.
En 1951, Chesney est nommée directrice du Westfield College, un collège pour femmes de l'Université de Londres. Elle supervise l'expansion du collège : deux nouvelles chaires d'anglais et d'histoire sont créées et l'enseignement des sciences est réintroduit,. Elle conserve ses liens avec l'Université d'Oxford en tant que membre honoraire du St Hilda's College à partir de 1951. Elle prend sa retraite en 1962 et cette année-là est nommée membre honoraire de son alma mater Lady Margaret Hall et l'année suivante est nommée membre honoraire du Westfield College. Elle est présidente de la Westfield College Association de 1971 à 1974.

## Publications
- Œuvres poétiques de Guillaume Crétin, Paris, Firmin-Didot et Cie, 1932[4].
- Fleurs de Rhétorique, from Villon to Marot, Oxford, Basil Blackwell, 1950
- More Poèmes de Transition: Notes on the Rondeaux of a Taylorian Manuscript, Oxford, Basil Blackwell for the Society for the Study of Mediaeval Language and Literature, 1965